# Johan Christian Gebauer
Johan Christian Gebauer   (Copenhaguen, 6 d'agost de 1808 - Copenhaguen, 24 de gener de 1884) va ser un compositor danès, teòric i organista de la música.
El fill del pintor Christian Gebauer va ser des del 1826 alumne de Friedrich Kuhlau, més tard de Christoph Ernst Friedrich Weyse i Peter Casper Crossing. Des de 1842 va editar "Sangfuglen", una sèrie de subscripcions en la qual apareixien obres de joves compositors danesos. El 1846 esdevingué organista a la "Petrikirche" de Copenhaguen. El 1859 va assumir el càrrec d'organista a l'"Helligåndskirken", que va ocupar fins a la seva mort. De 1866 a 1883 va ensenyar harmonia al Conservatori de Copenhaguen.
Com a compositor Gebauer es va donar a conèixer sobretot amb cançons infantils, que originalment havia escrit per als seus propis fills. També va compondre peces de piano, preludis d'orgue i diverses corals. També va publicar escrits sobre teoria musical.